# 棠树乡
棠树乡，是中华人民共和国安徽省六安市舒城县下辖的一个乡镇级行政单位。

## 行政区划
棠树乡下辖以下地区：
邱岗村、路西村、新安村、窑墩村、八里村、桂花村、云雾村、刘院村、洪院村、西塘村、黄岗村、墩塘村、寒塘村、峰西村、三拐村和棠树村。